# Alonso Núñez de Castro
Alonso Núñez de Castro (Madrid, 1627-1695) fue un historiador español, cronista real de Felipe IV de España.
El título de una de sus obras dio origen a una expresión tópica: Solo Madrid es Corte (de título completo Libro histórico político: Sólo Madrid es corte y el cortesano en Madrid, 1658). De su tarea como cronista destaca la continuación de Corona gótica, castellana y austríaca, que había iniciado Saavedra Fajardo ("dividida en quatro partes", "segunda parte", 1671, "tercero tomo", 1678). Se le reconoce la amplitud de fuentes utilizadas.
Como corresponde a la retórica barroca, algunos de sus títulos son particularmente rebuscados y su estilo ha sido calificado de "pedestre": Espejo cristalino de armas para generales valerosos, de desengaños para cristianos príncipes (1648), Séneca impugnado de Séneca en cuestiones políticas y morales (1651), Vida de San Fernando el tercer rey de Castilla y León, ley viva de príncipes perfectos (1673).